# Codex Macedoniensis
De Codex Macedoniensis (Gregory-Aland no. Y of 034, von Soden ε 073) is een van de Bijbelse handschriften. Het dateert uit de 9e eeuw en is geschreven met hoofdletters (uncialen) op perkament.

## Beschrijving
De Codex Macedoniensis bevat de tekst van de vier Evangeliën op 309 perkamentbladen (18 x 13 cm) met zes lacunes (Matteüs 1:1-9,11; 10:35-11,4; Lucas 1:26-36; 15:25-16:5; 23:22-34; Johannes 20:27-21:17). De tekst is geschreven in een kolom van 16 regels per pagina.
De Codex Macedoniensis geeft het Byzantijnse teksttype weer. Kurt Aland plaatste de codex in Categorie V.
Matteüs 16:2b-3 en Johannes 7:53-8:11 (de pericope adulterae) staan niet in dit handschrift.

## Geschiedenis
Het handschrift werd onderzocht door Konstantin von Tischendorf, Braithwaite, Gregory, Hermann von Soden en Kirsopp Lake en bevindt zich nu in de Cambridge University Library (additional manuscripts 6594) in Cambridge.